# Tandilia calvescens
Tandilia calvescens là một loài bướm đêm trong họ Noctuidae.